# BMW CLAR-Plattform
Die CLAR-Plattform (Cluster Architecture) ist eine von BMW entwickelte Plattform für Automobile. Sie wurde 2015 mit dem 7er (G11) eingeführt. Es werden die Segmente der Mittelklasse, Oberen Mittelklasse, Oberklasse, Sportwagen und SUV abgedeckt. Für die kleineren Segmente wird auf die UKL-Plattform zurückgegriffen.

## Geschichte
Ursprünglich 35up genannt, wurde die Plattform in CLAR, kurz für CLuster ARchitecture, umbenannt. Es kursierten bereits 2014 Gerüchte im Internet über eine neue Hinterradantriebs-Plattform von BMW. Der damalige Geschäftsführer Friedrich Eichiner bestätigte, in einer Pressekonferenz im Jahre 2015, diese neue Architektur und sagte, dass sie serienreif ist und man sie in zukünftige Modelle implementieren werde.

## Technik
CLAR besteht im Grunde aus einer modularen Bodengruppe mit Hinterradantrieb, die auch Allradantrieb ermöglicht. Ziel dieser Plattform ist es, das Gewicht zu senken, dabei aber auch die Steifigkeit und Sicherheit der Fahrzeuge zu steigern. Um dies zu erreichen, werden in der Produktion hochfeste Stähle mit Aluminium und kohlenstofffaserverstärktem Kunststoff kombiniert. Damit wurde beispielsweise der 5er (G30) um bis zu 100 kg leichter als sein Vorgänger F10. Es stehen verschiedene Antriebsstränge zur Wahl, am wichtigsten sind die Antriebe mit Verbrennungsmotor. Auch gibt es Mild-Hybride mit 48-Volt-Bordnetz sowie Plug-in-Hybrid oder Elektroantrieb.

### Entwicklung
Der Vorstandsvorsitzende Oliver Zipse, kündigte 2020 die zweite Generation der CLAR-Plattform ab 2025 an. Sie wird sich, im Gegensatz zur aktuellen Generation, mehr auf die Elektromobilität konzentrieren und notwendige Kompromisse fallen eher zu Lasten der konventionellen Antriebe als der Elektroautos. Die Plattform wurde im Jahr 2021 überarbeitet und man setzt einen neuen Boden ein, der Batterien mit höherer Kapazität aufnehmen kann. Auch lässt sich jetzt ein größerer Kraftstofftank einbauen. Mit diesen Änderungen möchte man zum Beispiel erreichen, dass die Plug-in-Hybride eine reine elektrische Reichweite von bis zu 120 km haben können. Die elektrische Variante des 4ers (G26) baut beispielsweise darauf auf.

## Fahrzeuge
Diese Fahrzeuge basieren auf der CLAR-Plattform:
| Hersteller | Modell      | Foto | Produktionszeitraum |
| ---------- | ----------- | ---- | ------------------- |
| BMW        | 7er (G11)   |      | 2015–2022           |
| BMW        | 5er (G30)   |      | 2017–2024           |
| BMW        | 6er (G32)   |      | 2017–2023           |
| BMW        | X3 (G01)    |      | 2017–2024           |
| BMW        | X4 (G02)    |      | seit 2018           |
| BMW        | X5 (G05)    |      | seit 2018           |
| BMW        | 8er (G15)   |      | seit 2018           |
| BMW        | Z4 (G29)    |      | seit 2018           |
| BMW        | 3er (G20)   |      | seit 2019           |
| BMW        | X7 (G07)    |      | seit 2019           |
| BMW        | X6 (G06)    |      | seit 2019           |
| BMW        | 4er (G22)   |      | seit 2020           |
| BMW        | 2er (G42)   |      | seit 2021           |
| BMW        | 7er (G70)   |      | seit 2022           |
| BMW        | XM (G09)    |      | seit 2022           |
| BMW        | 5er (G60)   |      | seit 2023           |
| BMW        | X3 (G45)    |      | seit 2024           |
| Boldmen    | CR 4        |      | seit 2021           |
| Toyota     | Supra (A90) |      | seit 2019           |